# Rochedo Soguediano
O Rochedo Soguediano ou Rochedo de Ariamazes era uma fortaleza no norte da Báctria, em Soguediana, governada por Ariamazes, que foi tomada pelas forças de Alexandre, o Grande no início da primavera de 327 a.C. durante a sua conquista do Império Aqueménida. 

## Antecedentes
O líder local soguediano Oxiartes tinha enviado a sua esposa e filhas para se refugiarem na fortaleza, que se pensava ser inexpugnável e tinha aprovisionamentos para um longo cerco. Antes do ataque, Alexandre ofereceu uma capitulação honrosa e segura aos sitiados, o que estes recusaram dizendo-lhe que seriam preciso homens com asas para tomar a fortaleza, por considerarem impossível serem derrotados, ainda para mais com a neve espessa que cobria as escarpas em cima das quais se erguia a fortaleza.

## Cerco
Alexandre pediu voluntários para escalarem os penhascos sob a fortaleza, prometendo recompensas. Entre as tropas de Alexandre havia cerca de 300 homens que tinha ganhado  experiência de escalada de rochas noutros cercos. Usando estacas e cordas de linho, subiram as rochas à noite, tendo morrido na escalada cerca de 30 deles. Seguindo as ordens de Alexandre, sinalizaram o seu êxito às tropas abaixo agitando panos de linho e Alexandre enviou um emissário aos sitiados dizendo-lhes para olharem para cima e verificarem que ele tinha encontrado os seus homens alados. Os sitiados ficaram de tal forma surpreendidos e desmoralizados que se renderam, embora tivesem uma vantagem numérica de cem para um em relação aos escaladores de Alexandre e a força principal deste não tivesse como chegar ao subir. A rápida rendição do inimigo comprovou a perspicácia de Alexandre no uso da guerra psicológica.

## Rescaldo
Depois da conquista da fortaleza, Alexandre apaixonou-se imediatamente por Roxana, filha de Oxiartes, com quem se viria a casar. Os macedónios descreviam Roxana como a mulher mais atraente que tinham visto na Ásia à exceção da esposa do monarca aqueménida Dario III.
Do Rochedo Soguediano, Alexandre avançou para Parsetacena, onde havia outra fortaleza com fama de inexpugnável no cimo duma escarpa, conhecida como Rochedo de Chorienes (o nome do seu governador), que foi também rapidamente tomada. Dali, Alexandre foi para Bactro, ao mesmo tempo que deixou o seu general Crátero com uma divisão do exército macedónio para completar a pacificação de Parsetakene. Alexandre permaneceu em Bactro, preparando a sua expedição à Índia através do Indocuche. Foi em Bactro que casou com Roxana. Segundo outras fontes, Alexandre usou Maracanda (Samarcanda) e não Bactro como base das suas expedições militares entre 329 e 327 a.C. e é possível que as suas famosas festas com bebida abundante tenham ocorrido no que é hoje o sítio arqueológico de Afrassíabe.